# 爱丁堡公爵爱德华王子
愛丁堡公爵愛德華王子（英語：Prince Edward, Duke of Edinburgh，1964年3月10日—），全名為愛德華·安東尼·理查·路易（英語：Edward Antony Richard Louis），是英國王室成員，為伊利沙伯二世與愛丁堡公爵菲臘親王的幼子，現任國王查理斯三世最年幼的弟弟。出生時位列英國王位繼承順序第三位，現為第十五順位繼承人。
愛德華在其母在位期間出生於白金漢宮，先後就讀希瑟當學校與高士德學校完成A-Level課程，後於間隔年期間赴紐西蘭旺格努伊書院任教。他其後進入劍橋大學耶穌學院攻讀歷史，1986年獲文學士學位。他曾短暫服役於皇家海軍陸戰隊，後於“真正有用劇團”（Really Useful Theatre Company）擔任劇場製作助理，並參與電視製作工作，最終創立個人公司熱心製作公司（Ardent Productions）。
2002年，愛德華退出公司營運，開始全職履行王室成員職責，代表母親執行公務。他擔任超過70個慈善組織與機構的贊助人，包括國家青年劇院、體育與休閒聯盟及英國殘奧協會。其慈善工作主要聚焦於藝術、田徑及推廣注重體能、健康與社區服務的愛丁堡公爵獎勵計劃。
1999年大婚前夕，愛德華獲封威塞克斯伯爵頭銜。他與夫人育有兩名子女：路易絲·溫莎女爵與威塞克斯伯爵詹姆斯。2019年其母另授予他福弗爾伯爵頭銜。2023年愛德華59歲生日時，其兄查理斯三世授予愛丁堡公爵頭銜作為終身貴族爵位，此爵位原為其父所有，2021年逝世後由查理斯短暫承襲。

## 早年生活與教育

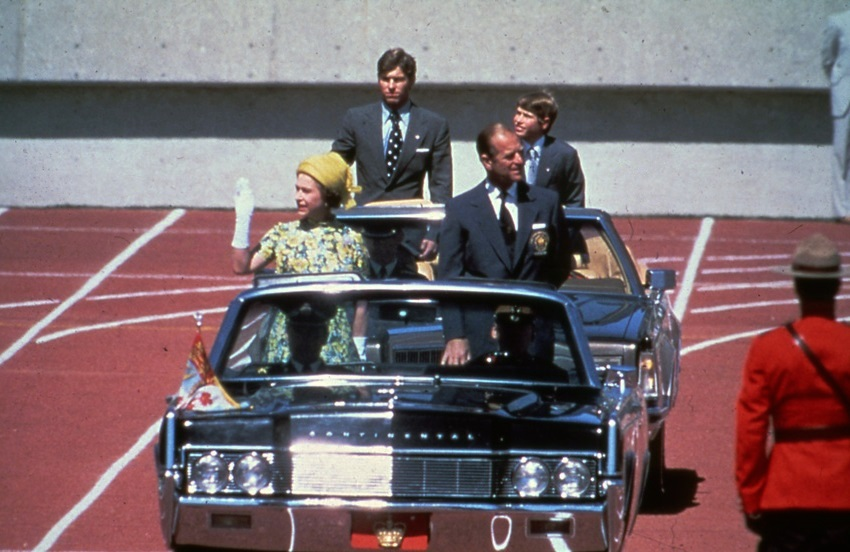
安德魯王子與愛德華王子及其父母伊利沙伯二世與菲臘親王，於加拿大埃德蒙頓舉行的1978年大英國協運動會開幕式上。

1964年3月10日，愛德華王子於格林尼治標準時間20:20在倫敦白金漢宮出生，是伊利沙伯二世與菲臘親王的第三子及第四個孩子，亦為最年幼的子女。他是最近一位出生時父母為在位英國君主的王室成員，其出生亦是唯一一次由其父親親眼見證。他於1964年5月2日在溫莎城堡的私人教堂受洗。
與其三位兄姊查理斯、安妮及安德魯一樣，愛德華由一名女家庭教師負責照顧，並在其入讀肯辛頓的科林罕學院前，於白金漢宮接受早期教育。1972年9月，他入讀位於伯克郡雅士谷附近的希瑟當學校。其後，他仿效父親及兩位兄長，轉往蘇格蘭北部的高士德學校就讀，並在最後一個學期獲任命為男生領袖。愛德華在普通教育高級程度證書中取得英語科C級及歷史與政治科兩個D級的成績，畢業後赴海外度過空檔年，期間曾於新西蘭的旺格努伊書院擔任宿舍導師及初級教師兩個學期。
返回英國後，愛德華入讀劍橋大學耶穌學院修讀歷史。儘管其高級程度會考成績不佳，他仍獲大學取錄，此事曾引起討論。愛德華於1986年畢業，獲頒文學士學位。

## 大學後時期

### 皇家海軍陸戰隊
1986年畢業後，愛德華加入了皇家海軍陸戰隊。據報導，該部隊曾資助他在劍橋大學的學費，條件是他未來需服役。他早在1983年9月就已簽約加入皇家海軍陸戰隊。1987年1月，他在完成12個月訓練的三分之一後退出了突擊隊課程。媒體報導稱，時任皇家海軍陸戰隊總司令的菲臘親王對此感到不悅，但愛德華後來表示，他的父親並未施加不當壓力要求他改變主意。也有人指出，菲臘是對兒子決定最為理解的家庭成員。白金漢宮聲明，愛德華的決定是經過「慎重考慮」後作出的，他「懷著極大遺憾」離開，但「認為自己不願將此服役作為長期職業」。

### 戲劇與電視
離開軍隊後，愛德華選擇進入娛樂圈發展。他為慶祝母親伊利沙伯二世60歲生日，委託安德鲁·劳埃德·韦伯和蒂姆·赖斯創作1986年音樂劇《板球》，此後獲得洛伊·韋伯的“真正有用劇團”（Really Useful Theatre Company）工作邀約，擔任《歌劇魅影》、《星光快車》和《貓》等音樂劇的製作助理。在此期間，他結識了女演員露絲·漢薛爾並交往三年。
愛德華首次涉足電視製作的節目是1987年6月15日播出的《大滿貫淘汰賽》，他與姊姊安妮、兄長安德魯及安德魯之妻約克公爵夫人莎拉各自率領隊伍為慈善募款。該節目遭媒體與公眾批評，後有消息稱女王並不贊同此活動，其幕僚也曾勸阻。節目最終為指定慈善機構籌得超過150萬英鎊。

### 熱心製作公司
1993年，愛德華創立了電視製作公司「熱心製作公司」（Ardent Productions）。該公司參與了多部紀錄片和戲劇的製作，但愛德華被媒體指控利用其王室身份謀取經濟利益，且由於公司運作缺乏專業性，被業內人士戲稱為「可悲的笑話」。安迪·貝克特在《衛報》撰文稱：「觀看熱心製作的數十小時節目，就像進入一個奇異的國度——那裡的英國男性仍繫著領帶，主持人穿著板球毛衣出鏡，人們像衛兵一樣雙手背在身後。廣告時段充斥著軍隊招募廣告。」
熱心的製作在美國反響較佳。愛德華1996年為其叔公愛德華八世製作的紀錄片全球銷量不俗。然而，除愛德華未支薪的一年外，公司每年皆呈虧損。2001年9月，熱心的兩人攝製組被指控侵犯愛德華侄子威廉王子的隱私——當時威廉正就讀於聖安德魯斯大學，此舉違反了王室成員隱私的業界準則。據報威廉的父親查理斯對此極為憤怒。2002年3月，愛德華宣布辭去熱心製作總監及聯合董事總經理職務，以專注公務並支持伊利沙伯二世的金禧慶典。2009年6月，熱心製作公司自願解散，資產僅餘40英鎊。

## 婚姻與子女

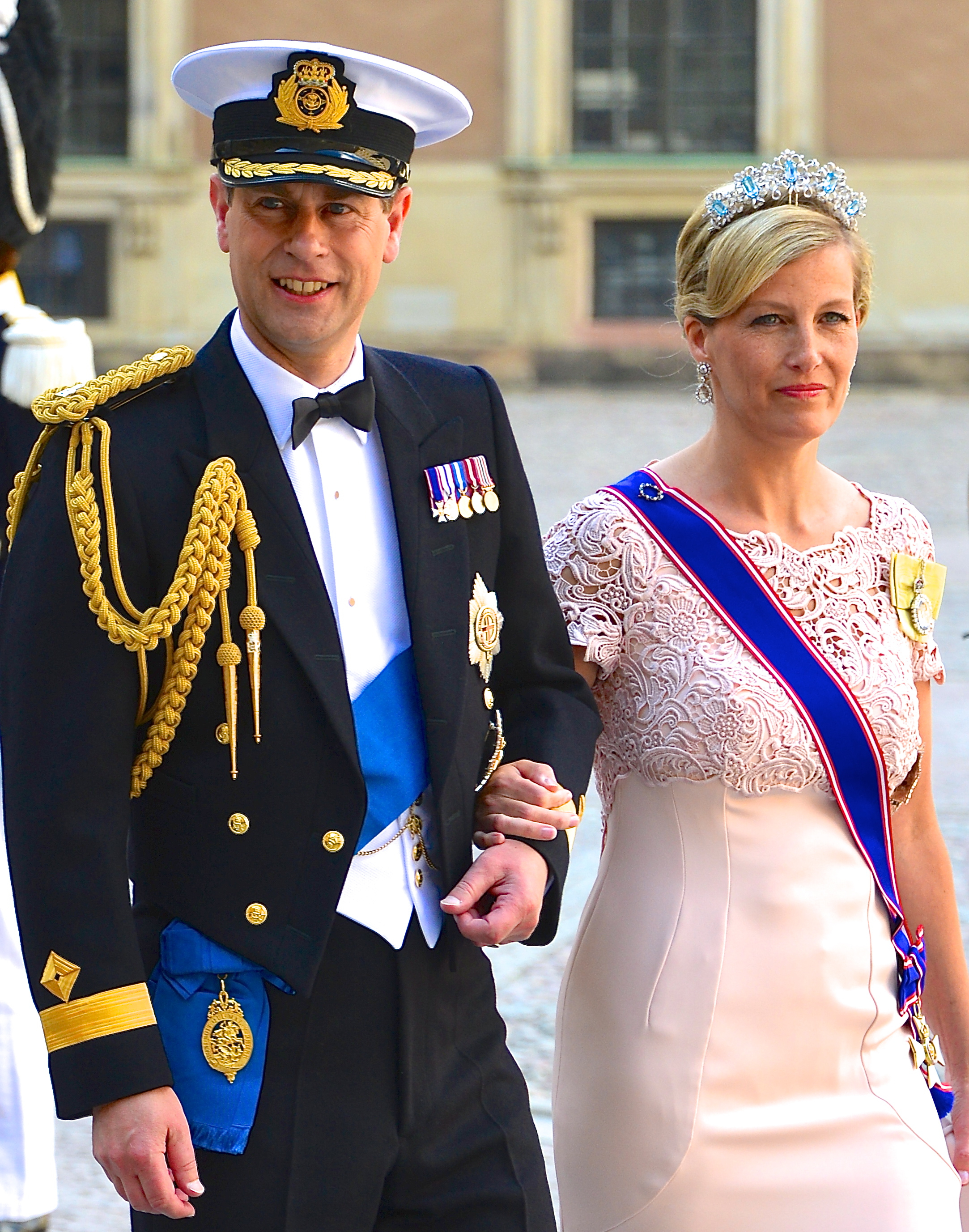
愛德華與蘇菲於2013年出席斯德哥爾摩的瑪德琳公主與克里斯托弗·奧尼爾的婚禮。

愛德華於1987年首次遇見蘇菲·惠斯-鍾斯，當時他正在與她的朋友交往。兩人於1993年在一場為慈善籌款的「愛德華王子夏季挑戰」（Prince Edward Summer Challenge）宣傳活動中再次相遇，隨後開始交往。1993年12月，隨著外界對兩人是否計劃結婚的猜測越來越多，愛德華寫信給報紙編輯，否認任何婚禮計劃，並要求媒體尊重他們的隱私。愛德華於1998年12月在巴哈馬度假期間向蘇菲求婚，並於1999年1月6日宣布訂婚。愛德華向蘇菲求婚時贈送了一枚由愛絲普蕾和傑拉德珠寶設計、價值約10.5萬英鎊的訂婚戒指：一枚2克拉的橢圓形鑽石，兩側各有一顆心形寶石，鑲嵌於18克拉白金中。
他們的婚禮於1999年6月19日在溫莎城堡的聖喬治禮拜堂舉行。這與他兩位兄長的婚禮不同，後者是在西敏寺或聖保羅座堂舉行的大型正式活動，且最終以離婚收場。婚禮當天，愛德華王子獲封為威塞克斯伯爵，並附帶塞文子爵的附屬頭銜，以紀念蘇菲家族的威爾士血統，打破了君主之子通常獲封公爵的傳統。
蘇菲於2001年經歷了一次異位妊娠。愛德華與蘇菲育有兩名子女：路易絲·溫莎女爵，因突發的胎盤早期剝離於2003年11月8日早產，以及詹姆斯·蒙巴頓-溫莎（當時為塞文子爵，現為威塞克斯伯爵），生於2007年12月17日。愛德華的子女被冠以公爵子女的頭銜，而非「王子/公主」與「殿下」的稱號。一家人的鄉村宅第是巴格肖特公園；他們的辦公室及官方倫敦住所位於白金漢宮。

## 活動

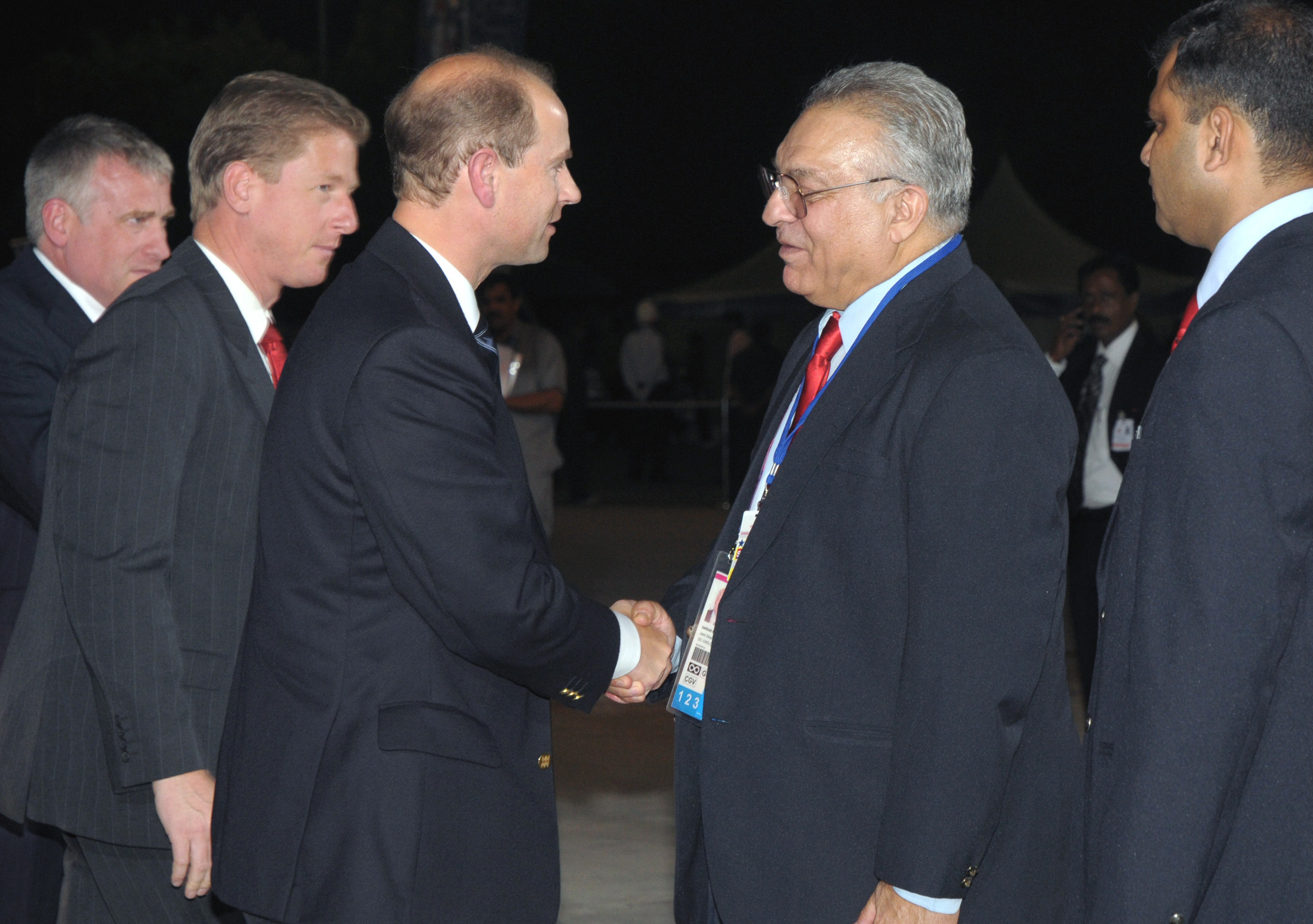
2010年，愛德華以英聯邦運動會贊助人身份訪問新德里。

愛德華夫婦於1999年成立「威塞克斯青年信託基金會」（Wessex Youth Trust），專注協助、支持及推動那些為兒童與青少年提供機會的註冊慈善機構。
威塞克斯伯爵從父親愛丁堡公爵菲臘親王手中接過許多職責，因菲臘親王在退休前逐步減少公務。愛德華曾為新西蘭的1990年英聯邦運動會與馬來西亞的1998年英聯邦運動會揭幕，並於2006年成為英聯邦運動會聯合會副贊助人，承接其父曾任主席的禮儀職責。他也繼承了父親在愛丁堡公爵獎勵計劃中的角色，出席全球各地的金獎頒授典禮。
2007年9月，伯爵以愛丁堡公爵獎勵計劃國際理事會主席身份訪問以色列，出席由以色列青年獎勵計劃（該獎項的附屬機構）組織的多項活動。愛德華本人曾於1986年因策劃「從布萊爾阿索爾至托明陶爾為期四天、60英里的徒步旅程」而獲頒該獎金獎。他自1988年起擔任愛丁堡公爵獎勵計劃受託人，2006年起擔任國際獎項受託人。愛德華後於2015年出任愛丁堡公爵國際獎勵計劃受託人主席，並於2023年獲任命為愛丁堡公爵獎勵計劃贊助人。他曾在多個場合推廣該慈善工作。愛德華也是國際獎項協會（International Award Association）受託人，該協會「涵蓋英國愛丁堡公爵計劃及全球其他61個國家獎項機構」。他還曾任該獎國際理事會主席，並於1999年成立國際特別項目小組，「旨在提供資本基金以擴大獎項影響範圍」。2018年，愛德華以網球與壁球協會贊助人身份，在全球50個皇家網球場進行比賽，為愛丁堡公爵獎勵計劃籌得逾200萬英鎊。

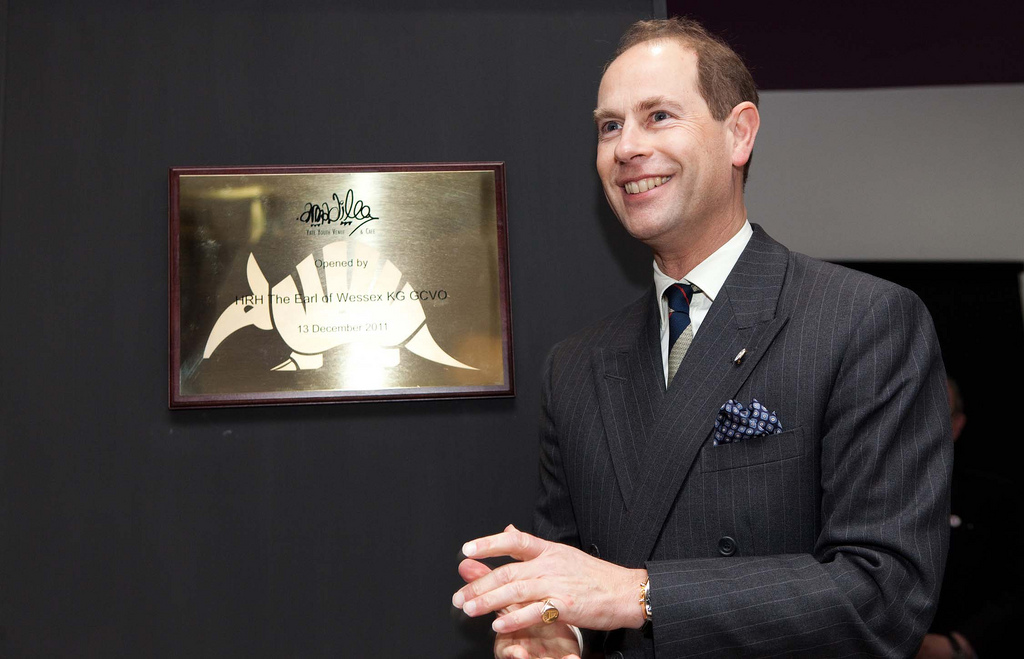
2011年，愛德華於耶特為青年中心揭幕。

2011年6月，愛德華訪問巴爾的摩，會見生活教室基金會（Living Classrooms Foundation）的學生與員工，鼓勵他們參與愛丁堡公爵獎勵計劃。2011年12月，威塞克斯伯爵夫婦慰問駐阿富汗部隊。此行中，王室夫婦還訪問了巴林，並獲巴林王室與巴林首相贈送珠寶禮物。由於巴林人權侵犯問題引發關注，這份禮物引起爭議，有人呼籲出售珠寶並將收益用於巴林人民福祉。2012年2月至3月，夫婦二人為慶祝女王鑽禧出訪加勒比地區，行程包括：聖盧西亞、巴巴多斯、聖文森特和格林納丁斯、格林納達、特立尼達和多巴哥、蒙特塞拉特、聖基茨和尼維斯、安圭拉、安提瓜和巴布達。亮點包括聖盧西亞獨立日慶典、在巴巴多斯參眾兩院聯席會議發表演說 以及視察蒙特塞拉特火山爆發災區。
2013年，夫婦二人訪問南非。女王任命威塞克斯伯爵為2014年蘇格蘭教會總會高級專員。2015年，愛德華因對羽毛球相關項目的貢獻，獲世界羽聯主席保羅·拉遜頒發主席獎章。2016年5月，愛德華訪問加納，與總統馬哈馬共同為參與愛丁堡公爵國際獎勵計劃的青年頒發國家元首獎（Head of State Awards）。2016年9月，愛德華為慶祝愛丁堡公爵獎勵計劃鑽禧訪問智利，並視察英國與英聯邦消防救援公司（British and Commonwealth Fire and Rescue Company）及智利英國文化大學（他分別擔任榮譽成員與贊助人）的項目。2017年10月，愛德華夫婦代表女王出席哈山納·包奇亞登基金禧紀念。2018年2月，伯爵夫婦巡訪斯里蘭卡，參與可倫坡獨立70週年紀念活動。2018年4月，伯爵訪問澳洲，出席2018年英聯邦運動會，並為參與愛丁堡公爵獎勵計劃挑戰者籌款。

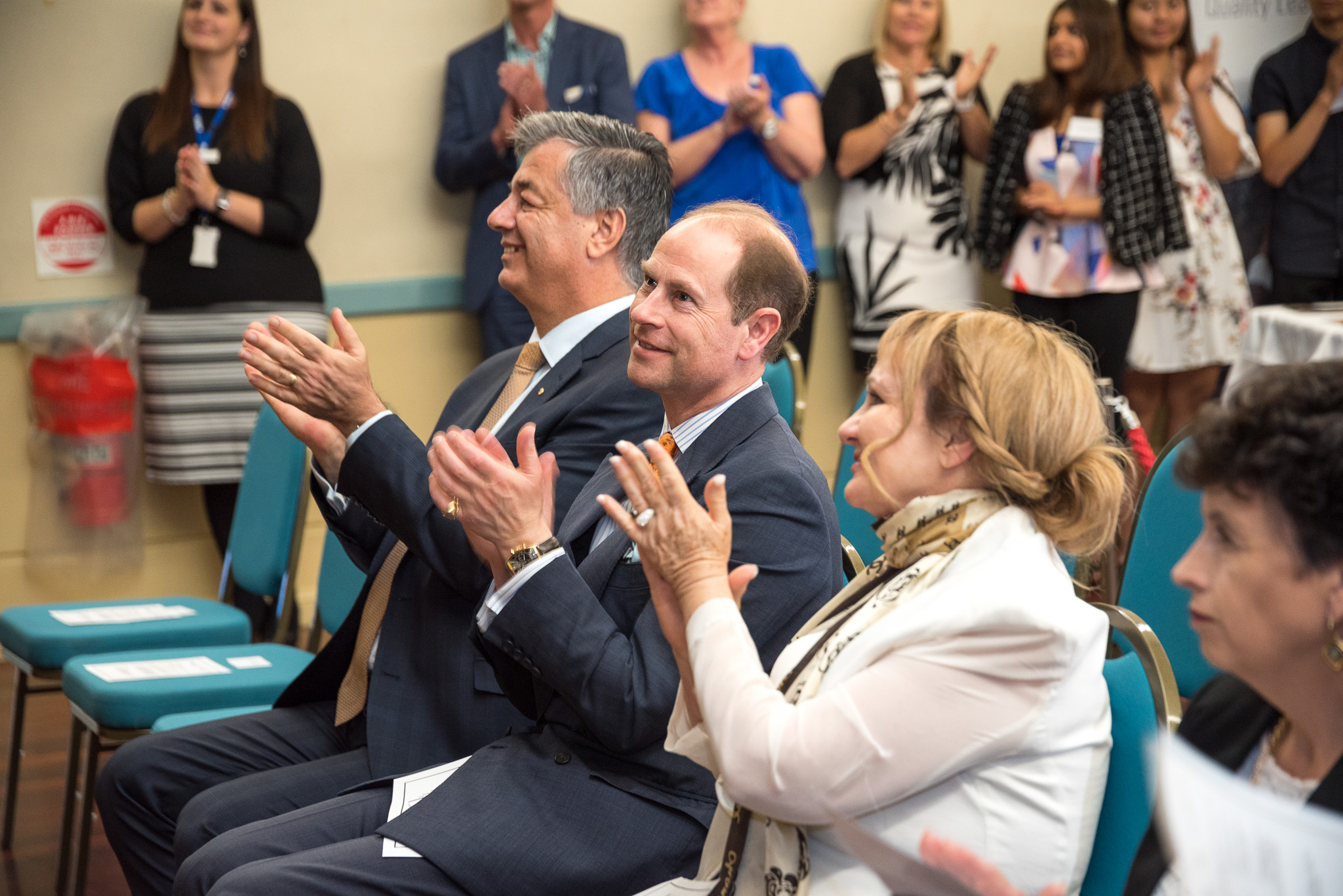
愛德華探訪澳洲梳士巴利青年劇院計劃。

成立二十年後，「威塞克斯青年信託」更名為「威塞克斯伯爵與伯爵夫人慈善信託」（Earl and Countess of Wessex Charitable Trust），由私人辦公室管理。該慈善組織將繼續與精選合作慈善機構發展可持續關係，並擴展其宗旨至支持更廣泛群體。
2019年7月，伯爵夫婦訪問福弗爾，這是自2019年3月女王授予愛德華福弗爾伯爵附加頭銜後，二人首次正式訪問該皇家自治市。伯爵獲贈「福弗爾伯爵」專屬花呢格紋，該設計由福弗爾的斯特拉斯莫爾羊毛公司（Strathmore Woollen Company）為慶祝其新頭銜而創作。2020年，他從擔任該職73年的父親手中接任倫敦青年俱樂部聯合會贊助人。
2022年2月，愛德華獲任命為皇家溫莎馬展主席，該職位此前由其父愛丁堡公爵菲臘親王擔任。次月，他訪問肯尼亞考察愛丁堡公爵國際獎勵計劃在該國的進展。2022年4月，愛德華夫婦巡訪聖盧西亞、聖文森特和格林納丁斯及安提瓜和巴布達，慶祝女王白金禧。原定訪問格林納達的行程在與該島國政府及總督商議後延期，夫婦二人表示希望未來能造訪該國。2022年，為表彰其作為製作公會贊助人的貢獻，「威塞克斯伯爵獎」作為公會首屆人才展示會的一部分設立，旨在表彰英國影視機構「成功啟發當地人才或技能、擴大參與或更具包容性」的成就。59歲生日獲封愛丁堡公爵後，愛德華與蘇菲訪問愛丁堡，會見當地烏克蘭及東歐社群成員，其中部分因俄羅斯入侵烏克蘭而流離失所。愛德華晉爵後成為愛丁堡公爵獎勵計劃贊助人。2024年，他擔任蘇格蘭教會總會高級專員，次年由埃利什·安喬利尼女爵接任。

## 媒體報道
1999年，愛德華因接受《紐約時報》採訪時的言論遭到工黨下議院議員約翰·克萊爾和賀立紳的批評。他在訪談中表示，在英國「人們憎恨任何成功者」，並稱「美國才是金錢所在之地」。這些批評促使他發表聲明，澄清「冒犯英國公眾是我最不願做的事」。
2011年，與《世界新聞報》電話竊聽醜聞有關的私家偵探喬納森·里斯的親近人士透露，里斯曾入侵愛德華與蘇菲的銀行賬戶，並將相關細節出售給《星期日鏡報》。。

## 稱號、頭銜與榮譽

愛德華親王的皇家花押字

### 稱號與頭銜
在結婚前，愛德華被稱為「愛德華王子殿下」（His Royal Highness The Prince Edward）。1999年6月19日，他獲封為「威塞克斯伯爵殿下」（His Royal Highness The Earl of Wessex）。白金漢宮宣布，待其父母雙雙去世後，愛丁堡公爵頭銜將并入王位，屆時愛德華將最終獲封該頭銜。2019年3月10日，在他55歲生日當天，愛德華獲封用於蘇格蘭的附加頭銜福弗爾伯爵。2023年3月10日，在他59歲生日當天，愛德華獲封愛丁堡公爵，從此被稱為「愛丁堡公爵殿下」（His Royal Highness The Duke of Edinburgh）。他的公爵頭銜不可世襲，因此在他去世後將回歸王室。
1994年，主張使愛沙尼亞成為君主國的愛沙尼亞獨立保皇黨向伊利沙伯二世致信，請求批准加冕愛德華為愛沙尼亞國王。信中稱愛德華為「深受愛沙尼亞人欽佩的年輕英國王子」，並表示該黨「若您能接受這一罕見請求，將倍感榮幸」。白金漢宮婉拒了這一提議，稱其為「一個迷人的想法，但不太可能實現」。

### 榮譽
愛德華是嘉德勳章的皇家騎士、薊花勳章的超額騎士、皇家維多利亞勳章的大十字騎士勳章以及君主的侍從武官。2013年，愛德華獲巴斯大學授予榮譽博士學位。

## 外部連結
- 英國王室官方網站中的頁面 （页面存档备份，存于）（英文）
- 加拿大政府官方網站中的頁面 （页面存档备份，存于）（英文）
- 英國國家肖像館中的Prince Edward肖像 （英文）
- 爱丁堡公爵爱德华王子在互联网电影资料库（IMDb）上的資料（英文）

| 爱丁堡公爵爱德华王子 溫莎王朝出生于：1964年3月10日 | 爱丁堡公爵爱德华王子 溫莎王朝出生于：1964年3月10日 | 爱丁堡公爵爱德华王子 溫莎王朝出生于：1964年3月10日 |
| 頭銜繼承順序                                       | 頭銜繼承順序                                       | 頭銜繼承順序                                       |
| -------------------------------------------------- | -------------------------------------------------- | -------------------------------------------------- |
| 前任者： 歐內斯特·布魯斯班克                       | 英國王位繼承                                       | 繼任者： 威塞克斯伯爵詹姆斯                        |
| 聯合王國貴族爵位                                   |                                                    |                                                    |
| 新建立                                             | 威塞克斯伯爵 1999年至今                            | 現任 候任：威塞克斯伯爵                            |
| 新建立                                             | 福弗尔伯爵 2019年至今                              | 現任 候任：威塞克斯伯爵                            |
| 新建立                                             | 愛丁堡公爵 2023年至今                              | 現任                                               |
| 聯合王國排位名單                                   |                                                    |                                                    |
| 前任者： 約克公爵                                  | 紳士 愛丁堡公爵殿下                                | 下一順位： 威塞克斯伯爵                            |
| 學術機關職務                                       |                                                    |                                                    |
| 前任者： 圖根達特勳爵                              | 巴斯大學校監 2013年至今                            | 現任                                               |